# Moschos
Pour les articles homonymes, voir Moschos (homonymie).

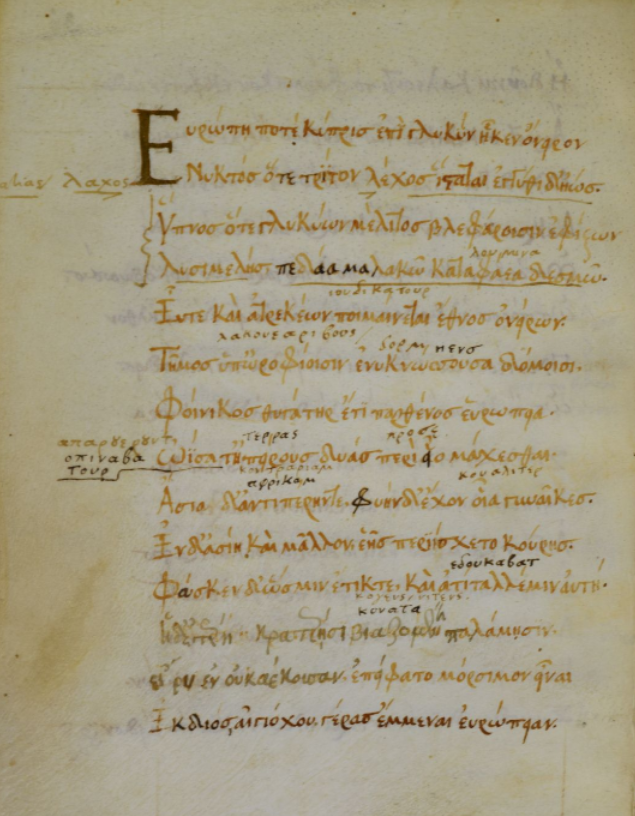

Moschos (Μόσχος) (fl. -150 à Syracuse) est un poète bucolique de Grèce antique, élève de Bion de Phlossa, qu'il n'hésite pas à comparer à Orphée dans une ode qu'il lui consacre à sa mort.

## Notice biographique
Premier auteur connu à raconter l'enlèvement d'Europe dans son poème intitulé Europé, dont ne subsistent que des fragments ; un poème intitulé Mégara lui est attribué.